# Bizanos
Bizanos település Franciaországban, Pyrénées-Atlantiques megyében. Lakosainak száma 4570 fő (2022. január 1.). Bizanos Aressy, Idron, Mazères-Lezons, Pau és Gelos községekkel határos.

## Népesség
A település népességének változása:
| Lakosok száma | 4754 | 4678 | 4784 | 4626 | 4590 | 4563 | 4522 | 4548 | 4570 |
|               | 2013 | 2015 | 2016 | 2017 | 2018 | 2019 | 2020 | 2021 | 2022 |

## Híres személyek
- itt született Jean-Michel Larqué (1947–) válogatott francia labdarúgó, olimpikon, edző